# Malcolm Smith
Malcolm Smith   (Salt Spring Island, 9 de març de 1941 - Riverside, 26 de novembre de 2024) fou un pilot de motociclisme i d'automobilisme fora d'asfalt estatunidenc d'origen canadenc. Entre molts altres èxits, aconseguí cinc victòries a la Baja 1000 -dues en motocicleta i tres en automòbil-, quatre a la Baja 500, dues a la Mint 400 de Nevada i al Roof of Africa Rallye i una victòria absolura al Ral·li de l'Atles. Va participar en dues edicions del Ral·li Dakar.

## Trajectòria
Smith debutà en competició el 1956 amb una Matchless 500 cc de 1949. Més tard, entrà a l'equip de Husqvarna. La seva anomenada anà creixent a mesura que guanyava curses durant les dècades de 1960 i 1970. Entre 1966 i 1976 va guanyar vuit medalles d'or als ISDT. A banda, formà part de l'equip estatal dels EUA que guanyà el Vas d'argent a l'edició de 1973 d'aquesta prova, celebrada a Dalton (Massachusetts).
Un cop retirat de les curses, inicià el desenvolupament d'accessoris i equipament per a pilots. La seva marca Malcolm Smith Gold Medal Products, esdevinguda més tard Malcolm Smith Racing (MSR), fou adquirida per la Tucker Rocky Distributing. Actualment, Smith dirigeix un establiment d'esports de motor a Riverside (Califòrnia) amb la seva dona Joyce i dos dels seus quatre fills, l'Ashley i n'Alexander.
Smith fou inclòs a l'Off-road Motorsports Hall of Fame el 1978, al Motorsports Hall of Fame of America el 1996 i al Motorcycle Hall of Fame el 1998. El 2017 va rebre el premi Edison Dye a la trajectòria.

## Aparicions en cinema
El seu talent sobre dues rodes li valgué un paper protagonista a la pel·lícula documental On Any Sunday, al costat de Steve McQueen i el campió de l'AMA Grand National Mert Lawwill. La pel·lícula fou nominada per a l'Oscar al millor documental el 1972.
Smith continuà apareixent en pel·lícules, entre elles Naturally Free (1975), Dirt (1979), i On Any Sunday II (1981). El 2005, protagonitzà el documental de la Baja 1000 Dust to Glory, juntament amb Mario Andretti i Robby Gordon.

## Vida personal
L'any 2000, creà una fundació dedicada a ajudar Mèxic. Cada any, Smith organitzava un recorregut de caritat de 6 dies per tal de recaptar fons per a les seves escoles i orfenats. Malcolm va estar casat tres vegades i tenia quatre fills.